# Kenrickodes griseata
Kenrickodes griseata is een vlinder uit de familie uilen (Noctuidae). De wetenschappelijke naam van deze soort is voor het eerst geldig gepubliceerd in 1917 door Kenrick.
De soort komt voor in tropisch Afrika.